# اوبا نغيت
اوبا نغيت (بالفرنسية: Opa Nguette)‏ (8 يوليو 1994 في فرنسا - ) هو لاعب كرة قدم سنغالي وفرنسي في مركز الهجوم  . شارك مع منتخب فرنسا تحت 18 سنة لكرة القدم ومنتخب فرنسا تحت 19 سنة لكرة القدم ومنتخب فرنسا تحت 20 سنة لكرة القدم ومنتخب السنغال لكرة القدم. أما مع النوادي، فقد لعب مع نادي فالينسيان ونادي ميتز ونادي بني ياس.

## روابط خارجية
- اوبا نغيت على موقع رابطة كرة القدم الفرنسية للمحترفين (الإنجليزية)
- اوبا نغيت على موقع قاعدة بيانات كرة القدم.إي يو (الإنجليزية)
- اوبا نغيت على موقع ليكيب (الفرنسية)
- اوبا نغيت على موقع Soccerway.com (الإنجليزية)
- اوبا نغيت على موقع AS.com (الإسبانية)